# Páll György
Páll György (Igal, 1892. április 11. – New York, 1975. november 24.) erdélyi magyar újságíró, lapszerkesztő.

## Életútja
Gimnáziumot Temesvárott végzett, a budapesti egyetemen jogi doktorátust szerzett, majd az államrendőrség szolgálatába lépett. A Károlyi-kormány alatt főkapitányhelyettes. A forradalom bukása után visszatért Temesvárra, újságíró lett: a Temesvári Hírlap belső munkatársa, Az Iparos című lap felelős szerkesztője. 1928-38 között az OMP temes-torontáli tagozatának főtitkára, 1940 után Kolozsváron az Erdélyi Párt tisztviselője. Szerkesztésében jelent meg a temesvári Magyar Ház felavatása alkalmából kiadott évkönyv (1930). Jakabffy Elemérrel közösen írta A bánsági magyarság húsz éve Romániában (Budapest 1939) című tanulmányt.
1945-től egy ideig Svájcban, majd 1950-től az Egyesült Államokban élt. 1952-57 között a Szabad Európa Rádió Sajtóosztályán az államigazgatás és a tervgazdasági ügyek előadója, 1958-70 között a Columbia University (New York) kutatója. Az Amerikai Erdélyi Szövetség alapító elnöke, 1959-től a Transsylvania című lap szerkesztője.

## Önálló kötetei
- A magyar néphadsereg szerepe a szabadságharcban 1956 (New York 1957)
- Hungarian Revolution and the Hungarian People’s Army (New York 1957)
- Indexes of Hungarian Service Sectors and Financial Institutions 1938 and 1947-1965 (New York 1967)
- Personal Consumption in Hungary 1938 and 1947-1965 (New York 1968)